# (559) Nanon
(559) Nanon ist ein Asteroid des Hauptgürtels, der am 8. März 1905 vom deutschen Astronomen Max Wolf in Heidelberg entdeckt wurde. 
Der Asteroid wurde nach der Operette Nanon von Richard Genée benannt.